# Ш. Епата Меркерсон
Шерон Епата Меркерсон (енгл. Sharon Epatha Merkerson; Сагино, 28. новембар 1952) је америчка телевизијска и филмска глумица.
Шерон Епата Меркерсон је најпознатија по улози Аните ван Бјурен у серији Ред и закон, као и Тарисе Дајсон у филму Терминатор 2: Судњи дан. Ту улогу је тумачила у седамнаест од двадесет сезона серије и 395 епизода.